# Trần Nhật Minh
Trần Nhật Minh là một nhạc trưởng, chỉ huy hợp xướng và nhà sản xuất âm nhạc người Việt Nam. Anh được biết đến là Trưởng đoàn Nhạc kịch của Nhà hát Giao hưởng Nhạc - Vũ kịch TPHCM và là người đồng sáng lập dàn nhạc bán cổ điển Saigon Pops Orchestra vào năm 2016.
Anh cũng là giảng viên bộ môn Chỉ huy tại Nhạc viện Thành phố Hồ Chí Minh.

## Giáo dục
Trần Nhật Minh sinh ngày 22 tháng 9 năm 1981 tại thành phố Hồ Chí Minh. Anh sinh ra và lớn lên trong một gia đình không có ai hoạt động nghệ thuật. Tuy nhiên, mẹ anh, một nhà báo từng làm việc tại Ban Văn hóa Đài Tiếng nói Việt Nam, là người yêu âm nhạc nên có mơ ước và định hướng cho con theo đuổi âm nhạc. Bà đã mời giáo viên piano dạy cho con từ năm anh 6 tuổi. Sau đó, Trần Nhật Minh thi đỗ vào khoa Piano của Nhạc viện thành phố Hồ Chí Minh. Anh học phổ thông song song với học nhạc.
Năm 1999, Trần Nhật Minh theo học tại Nhạc viện Quốc gia Magnitogorsk (Liên Bang Nga) sau khi được nghệ sỹ violon Bùi Công Thành gợi ý tiếp tục học âm nhạc tại Nga. Anh tốt nghiệp loại xuất sắc chuyên ngành Chỉ huy Hợp xướng năm 2004.
Năm 2007, anh tốt nghiệp Thạc sĩ âm nhạc tại Nhạc viện Tchaikovsky, Moscow, chuyên ngành Chỉ huy Hợp xướng dưới sự hướng dẫn của Giáo sư Boris Grigorevich Telvin. Trong thời gian học tập tại Nga, anh đã đạt được một số giải thưởng về chỉ huy hợp xướng cũng như được tham gia biểu diễn với Hợp xướng thính phòng Nhạc viện Tchaikovsky tại Nga và nhiều quốc gia Châu Âu khác như Pháp, Ý.
Trong thời gian học tại Nhạc viện Tchaikovsky, anh cũng được học ngoại khoá về Chỉ huy dàn nhạc. Anh tham gia các lớp học Chỉ huy của các nhạc trưởng tài năng như Vladimir Spivakov, Theodore Currentzis, Gudni Emilsson; khóa học Chỉ huy nhạc kịch với nhạc trưởng Pavel Klinichev của Nhà hát Bolshoi, Moscow.
Năm 2011, Trần Nhật Minh hoàn tất khóa học về Chỉ huy dàn nhạc kéo dài hai năm tại Đại học Mahidol (Thái Lan) được tài trợ bởi Viện Goethe. Năm 2012, anh tiếp tục hoàn thành khóa học Chỉ huy Nhạc kịch tại Học viện Chỉ huy Dàn nhạc Quốc gia Italy dưới sự dẫn dắt của Giáo sư, Nhạc trưởng tên tuổi người Ý Gilberto Serembre. Sau đó, anh được mời làm Trợ lý Nhạc trưởng trong Liên Hoan Nhạc kịch Grenoble (Pháp), tham gia dàn dựng và trình diễn nhiều tác phẩm kinh điển như Carmen, Rigoletto, La Boheme v.v.

## Sự nghiệp
Sau khi về nước năm 2007, Trần Nhật Minh bắt đầu công tác tại Nhà hát Giao hưởng Nhạc Vũ kịch TP. Hồ Chí Minh (HBSO). Hiện anh là Trưởng đoàn Nhạc kịch của Nhà hát. Anh thường xuyên chỉ huy các dàn nhạc lớn của Việt Nam như Dàn nhạc Giao hưởng Quốc gia Việt Nam, Nhà hát Nhạc Vũ Kịch Việt Nam, Nhà hát Giao hưởng Nhạc Vũ kịch TP. Hồ Chí Minh, Dàn nhạc Giao hưởng Sài Gòn, Dàn nhạc Giao hưởng Hà Nội, Dàn Nhạc Giao Hưởng Trẻ - Học Viện Âm Nhạc Quốc Gia Việt Nam... Tiết mục biểu diễn của anh bao gồm các vở opera, các bản nhạc giao hưởng và hợp xướng kinh điển.
Trong 15 năm làm việc tại Nhà hát HBSO, Trần Nhật Minh đã dàn dựng và chỉ huy vô số đêm diễn lớn thành công và thu hút đông đảo khán giả.
Trong nỗ lực nuôi dưỡng và tạo ra một tầng lớp khán giả trẻ yêu âm nhạc cổ điển, Trần Nhật Minh còn cùng với rất nhiều nghệ sỹ khác của Nhà hát HBSO thực hiện Dự án "Giai điệu trẻ" nhằm trẻ hóa âm nhạc hàn lâm thông qua các đêm nhạc miễn phí dành cho sinh viên, học sinh với các chủ đề đa dạng, hấp dẫn khán giả trẻ, chẳng hạn như nhạc phim.  Năm 2017, anh tham gia chương trình "Thần đồng âm nhạc – Wonderkids" trong vai trò Giám đốc âm nhạc với mục tiêu đẩy mạnh giáo dục và tăng cơ hội tiếp xúc với âm nhạc cổ điển cho trẻ em.

### Tại Trung tâm Ca nhạc nhẹ TP. Hồ Chí Minh
Từ năm 2016, Trần Nhật Minh là cộng tác viên của Trung tâm Ca Nhạc Nhẹ TP. Hồ Chí Minh trong vai trò đạo diễn âm nhạc. Trong những năm qua, anh dàn dựng và sản xuất âm nhạc trong rất nhiều chương trình lớn của thành phố, tiêu biểu như chương trình Chào mừng hội Apec 2017, Kỷ niệm 50 năm Mậu Thân, Kỷ niệm 44 năm giải phóng miền Nam, Kỷ niệm 100 năm Cách mạng tháng 10 Nga, Xuân quê hương 2018, Lễ hội âm nhạc quốc tế Hozo (2019), Chuỗi dự án âm nhạc cộng đồng "Saigon Lively"

### Saigon Pops Orchestra

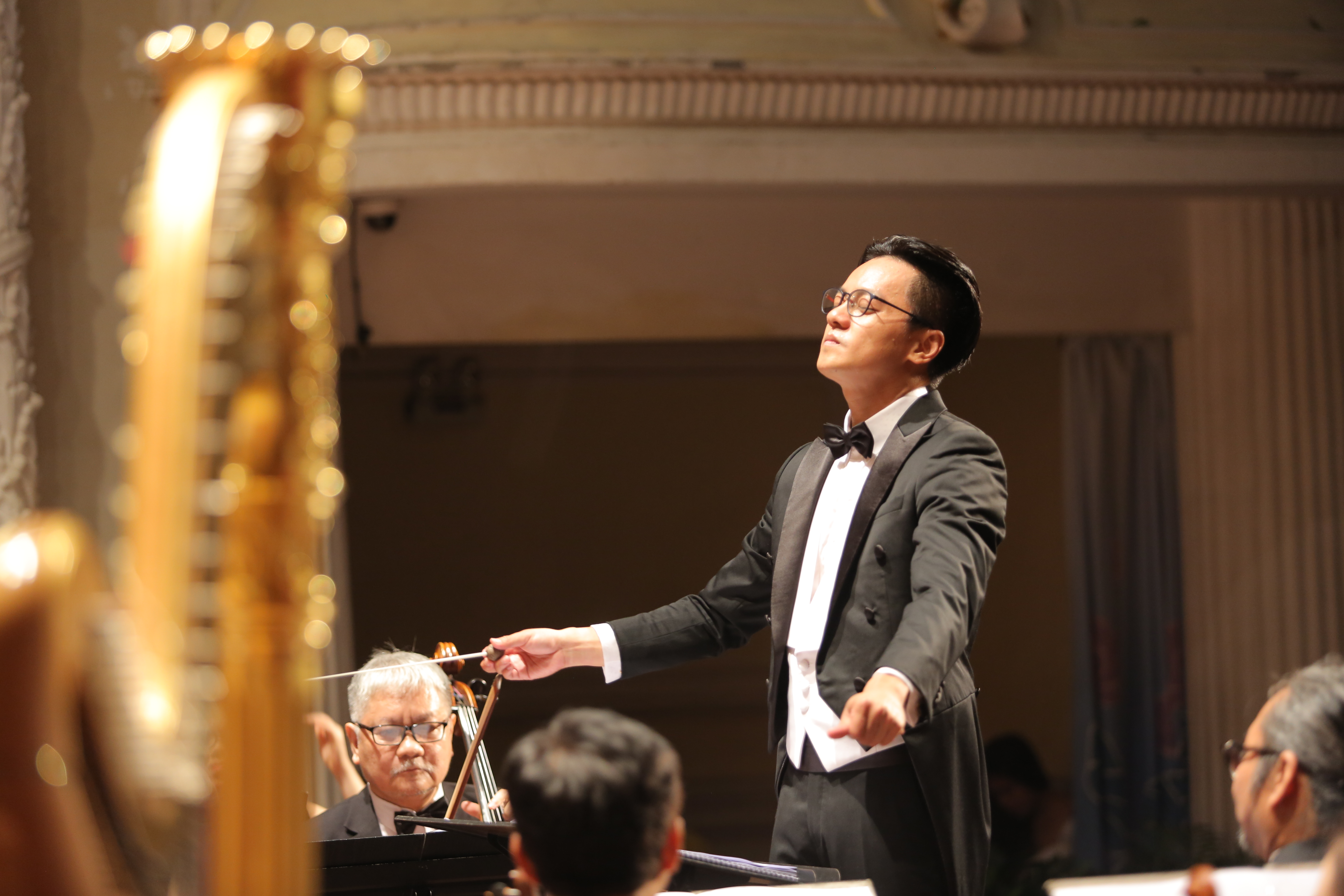
Trần Nhật Minh chỉ huy Đêm nhạc Cổ điển tại Nhà hát Thành phố Hồ Chí Minh vào ngày 11 tháng 6 năm 2022

Trần Nhật Minh không chỉ tham gia lĩnh vực âm nhạc giao hưởng thính phòng, anh còn nhận được lời mời của nhiều ca sĩ từ những năm 2010 và nhờ cơ duyên làm việc với những nghệ sĩ như Nhạc sĩ Việt Anh, Nhạc sĩ – Nhà sản xuất âm nhạc Hoài Sa, Nhạc sĩ Anh Khoa, Nhạc sĩ Đức Trí, anh dần bước vào lĩnh vực nhạc nhẹ, làm việc giao thoa giữa nhạc nhẹ và nhạc cổ điển ngày một bài bản hơn. Năm 2016, anh cùng nghệ sĩ vĩ cầm Bùi Anh Sơn thành lập Dàn nhạc bán cổ điển Saigon Pops Orchestra (SPO)  Live show nhạc sĩ Việt Anh ("Dòng sông lơ đãng", 2016), Liveshow ca sĩ Quang Dũng (2017), Live show ca sĩ Lệ Quyên ("Q show" 2013, 2019), Concert Hà Anh Tuấn ("Fragile" 2017, "See Sing Share – Gấu" 2018, "Truyện Ngắn" 2019, "The Veston" 2021)... Trong tương lai, anh mong muốn sẽ có những chương trình riêng của SPO với những tác phẩm viết riêng cho dàn nhạc.
Tháng 06 năm 2022, anh đã cùng với DJ, nhà sản xuất trẻ, Hoaprox thử nghiệm kết hợp nhạc giao hưởng và nhạc điện tử trong Lễ hội Oceanholic Nha Trang 2022. Đầu tháng 12 năm 2022, Trần Nhật Minh tham gia chỉ huy Đêm hòa nhạc Giáng sinh tại Học viện Âm nhạc Quốc gia Việt Nam cùng nhạc trưởng Đồng Quang Vinh với sự tham gia của các nghệ sĩ độc tấu khác, trong đó có Mỹ Anh và Lê Thư Hương.

## Đời tư
Vợ của anh là siêu mẫu Thanh Hằng. Hai người kết hôn vào tháng 10 năm 2023.

## Tranh cãi
Vào ngày 30 tháng 6 năm 2025, nhạc sĩ Trần Mạnh Hùng đã đăng trên trang cá nhân một bài viết có nội dung tố cáo Trần Nhật Minh về hành vi tự ý sửa đổi tác phẩm "Anh ở nơi đâu" một cách "thậm tệ" của Trần Mạnh Hùng mà không được sự đồng ý của ông.

## Giải thưởng
- Giải Nhì Cuộc thi Quốc tế dành cho Chỉ huy trẻ tại Thành phố Vladivostock (2004)
- Giải khuyến khích Cuộc thi Chỉ huy hợp xướng Chuyên nghiệp toàn Nga lần IV (2006).[30]
- Giải Chỉ huy xuât sắc Hội diễn Ca múa nhạc chuyên nghiệp toàn quốc với vở múa "Những ô cửa sổ" của Nhà hát Giao hưởng, Nhạc – Vũ kịch TP. HCM (2009)
- Giải Vàng Liên hoan Hợp xướng Quốc tế do Interkultur tổ chức tại Hội An với Hợp xướng Phương Nam (2014).[31]
- Giải Vàng Liên hoan Hợp xướng Quốc tế do Interkultur tổ chức tại Hội An với Hợp xướng thiếu nhi "Korean Children Voices" (2016).